# Frederikssund (općina)
Frederikssund je općina u danskoj regiji Hovedstaden.

## Zemljopis
Općina se nalazi u sjeverozapadnom dijelu otoka Zelanda, prositire se na 305,34 km2.

## Stanovništvo
Prema podacima o broju stanovnika iz 2010. godine općina je imala 44.182 stanovnika, dok je prosječna gustoća naseljenosti 144,7 stan/km2. Središte općine je grad Frederikssund.

### Naselja
| Veća naselja u općini |                   |                   |
| Br.                   | Naselje           | Stanovnika (2010) |
| 1                     | Frederikssund     | 15.288            |
| 2                     | Slangerup         | 6.735             |
| 3                     | Jægerspris        | 4.058             |
| 4                     | Skibby            | 3.120             |
| 5                     | Græse Bakkeby     | 2.393             |
| 6                     | Kulhuse           | 933               |
| 7                     | Skuldelev         | 893               |
| 8                     | Gerlev            | 788               |
| 9                     | Store Rørbæk      | 577               |
| 10                    | Over Dråby Strand | 454               |

## Vanjske poveznice
- Službena stranica općine